# Floating (The Moody Blues)
Floating is een liedje geschreven door Ray Thomas voor The Moody Blues.
Het nummer is verbonden aan het studioalbum To Our Children's Children's Children een conceptalbum over ruimtereizen. Het is een van de lichtste (Feakes noemt het kindvriendelijk) liedjes van de fluitist, hetgeen nog eens benadrukt werd doordat het ingeklemd zit tussen twee delen Eyes of a Child van John Lodge. De uitleg van de tekst (nooit geheel vrijgegeven) is tweeërlei. De eerste is een letterlijke in het kader van het album over ruimtereizen; het gaat over het zweven in de ruimte/een ruimteschip bij gebrek aan (voldoende) zwaartekracht ("Sixty foot leaps"). De tweede is een figuurlijke die terugvoert op het lied Legend of a Mind (ook van Thomas) van het album In Search of the Lost Chord. Hierin bezong Thomas Timothy Leary, die het gebruik van LSD stimuleerde. De woorden “Candy” en “rock” leidde naar die tweede uitleg.
Het nummer wordt gekenmerkt door lichte percussie, akoestische gitaar en een baslijn. Floating heeft ook echt in de ruimte gezweefd; het album ging in muziekcassettevorm mee met Apollo 15; of het daadwerkelijk de Maan heeft bereikt is niet bekend.